# Romain Mesnil
Pour les articles homonymes, voir Mesnil.
Romain Mesnil, né le 13 juin 1977 au Plessis-Bouchard (Val-d'Oise), est un athlète français spécialiste du saut à la perche. Il est licencié au Stade bordelais. Son record personnel est de 5,95 m.

## Biographie

### Débuts
En 1984, Romain Mesnil commence la gymnastique et ne s'essaiera au saut à la perche qu'en 1992 ; dès l'année suivante, il franchit 4,30 m.
En 1995, après avoir obtenu son baccalauréat, il entre à l'Institut national des sciences appliquées de Toulouse où il obtient en 2001 un diplôme d'ingénieur.
Aux Championnats du monde junior d'athlétisme 1996 à Sydney, il se classe treizième. Deux années plus tard, il est vice-champion de France avec un saut à 5,80 m. Il devient champion d'Europe espoir en 1999 en passant 5,93 m.
Aux Jeux olympiques d'été de 2000, il est éliminé en qualifications. La saison suivante il termine troisième des Championnats du monde d'athlétisme en salle et cinquième des Championnats du monde d'athlétisme.

### 2003-2008: meilleur perchiste français
En 2003, il réalise la meilleure performance mondiale de l'année avec 5,95 m mais est éliminé dès les qualifications aux Championnats du monde d'athlétisme organisés à Paris (Saint-Denis) tout comme aux Jeux olympiques d'été de 2004 à Athènes.
En 2007, il est sélectionné en équipe de France pour les Championnats du monde d'athlétisme, où il remporte la médaille d'argent avec son meilleur saut de la saison à 5,86 m.
En 2008 il participe activement au débat sur les droits de l'homme en Chine, les principes de l'olympisme et les JO de Pékin. Il en devient l'un des porte-parole. La veille de la cérémonie d'ouverture, il cosigne un appel pour le Tibet sous la forme d'une lettre ouverte au président Hu Jintao. Il se blesse au mollet en cours de saison et termine quinzième des JO de Pékin.
En mars 2009, il publie sur YouTube une vidéo de lui-même en train de courir quasi nu dans les rues de Paris. Puis il met deux enchères sur le site eBay pour trouver un sponsor, son contrat avec Nike n'ayant pas été renouvelé. C'est finalement l'hébergeur internet OVH qui sera son nouveau sponsor pour la saison 2009, en ayant remporté l'enchère avec 16 100 €.

### 2009-2013: fin de carrière
En 2009, il est sélectionné en équipe de France pour les Championnats du monde de Berlin, où il remporte la médaille d'argent avec un saut à 5,85 m, terminant derrière l'Australien Steven Hooker et devant son compatriote Renaud Lavillenie.
En 2010, il publie Ma vérité toute nue aux éditions Solar, une biographie sous forme de dialogue avec l'écrivain Jean-Pierre Alaux. Il se blesse au mollet en avril et termine huitième des Championnats d'Europe.

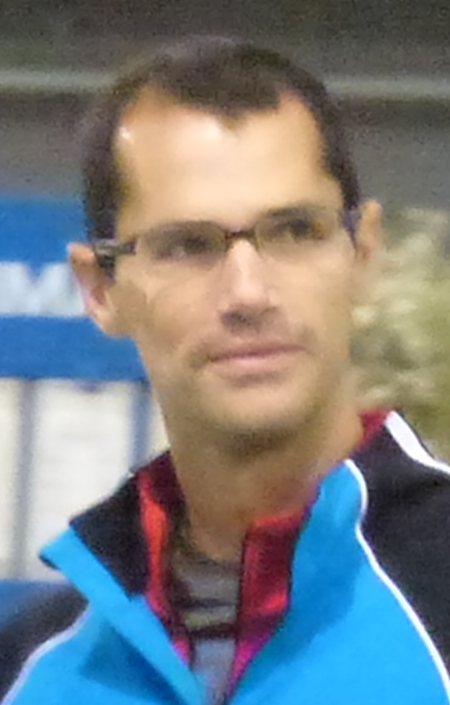
Romain Mesnil lors du Perche Élite Tour le 14 janvier 2012.

Il s’entraîne à Bordeaux dans le groupe de Georges Martin, mais il décide de changer de club et de quitter l'AC Paris Joinville pour le Stade bordelais qu'au début de la saison 2010-2011. Il décide à cette même occasion d'arrêter sa carrière à la fin de 2012.
Lors du meeting de Liévin, le 8 février 2011, il franchit 5,70 m et finit troisième derrière son compatriote Renaud Lavillenie, 5,90 m, et l'Allemand Malte Mohr, 5,75 m.
En juin 2011, il s'impose sous la pluie lors du meeting de New York avec un saut à 5,52 m devançant l'Américain Brad Walker (même hauteur) et le Français Jérôme Clavier.
Lors des Mondiaux de Daegu en septembre 2011, il est deuxième du concours de qualification puis est éliminé en finale après avoir échoué à ses trois premières tentatives du concours à une hauteur de 5,65 m.
Après plusieurs échecs dans des tentatives à 5,72 m, barre faisant office de minima de qualification aux championnats du monde d'athlétisme en salle 2012, Mesnil franchit enfin cette hauteur le 14 février 2012 à Liévin pour le meeting du Pas-de-Calais en battant son concurrent et compatriote Renaud Lavillenie mais en terminant néanmoins deuxième derrière Raphael Holzdeppe. Lors de ces championnats, il finit huitième avec 5,50 m.
Mesnil débute en plein air lors du meeting international d'athlétisme de Saint-Denis à La Réunion où il termine ex æquo avec Jérôme Clavier, tous deux franchissant 5,52 m. Il se classe ensuite deuxième au meeting Diamond League de Rome avec 5,70 m et deuxième au meeting de Londres. Aux championnats de France d'athlétisme 2012, il termine 2e avec 5,62 m, cédant son titre à Renaud Lavillenie. Aux Jeux olympiques de Londres en 2012, le 10 août, il se classe neuvième de la finale.
Il annonce la fin de sa carrière sportive pour juillet 2013 et y met fin samedi 6 juillet au Stade de France lors du meeting Areva.

### 2013: reconversion
Détenteur d'un diplôme d'ingénieur en génie informatique, il entame une carrière d'ingénieur d'affaires (c'est-à-dire de commercial) puis de chef de produit marketing. En parallèle, il propose aux entreprises des conférences sur la performance durable en rapprochant son expérience de sportif de haut niveau et celle en entreprise.

## Palmarès

### International
| Date | Compétition                    | Lieu              | Résultat | Marque |
| ---- | ------------------------------ | ----------------- | -------- | ------ |
| 1999 | Championnats du monde en salle | Maebashi          | 6e       | 5,70 m |
| 1999 | Universiade                    | Palma de Majorque | 3e       | 5,55 m |
| 2001 | Championnats du monde en salle | Lisbonne          | 3e       | 5,85 m |
| 2001 | Championnats du monde          | Edmonton          | 5e       | 5,85 m |
| 2003 | Championnats du monde en salle | Birmingham        | 7e       | 5,60 m |
| 2003 | Coupe d'Europe                 | Florence          | 1er      | 5,75 m |
| 2003 | Finale mondiale                | Monaco            | 7e       | 5,45 m |
| 2004 | Championnats du monde en salle | Budapest          | 7e       | 5,60 m |
| 2004 | Coupe d'Europe                 | Bydgoszcz         | 1er      | 5,75 m |
| 2006 | Championnats d'Europe          | Göteborg          | 2e       | 5,65 m |
| 2007 | Championnats du monde          | Osaka             | 2e       | 5,86 m |
| 2007 | Coupe d'Europe                 | Munich            | 2e       | 5,65 m |
| 2009 | Championnats du monde          | Berlin            | 2e       | 5,85 m |
| 2009 | DécaNation                     | Paris             | 2e       | 5,60 m |
| 2010 | Championnats d'Europe          | Barcelone         | 8e       | 5,60 m |
| 2011 | Championnats du monde          | Daegu             | finale   | NM     |
| 2012 | Championnats du monde en salle | Istanbul          | 8e       | 5,50 m |
| 2012 | Jeux olympiques                | Londres           | 9e       | 5,50 m |

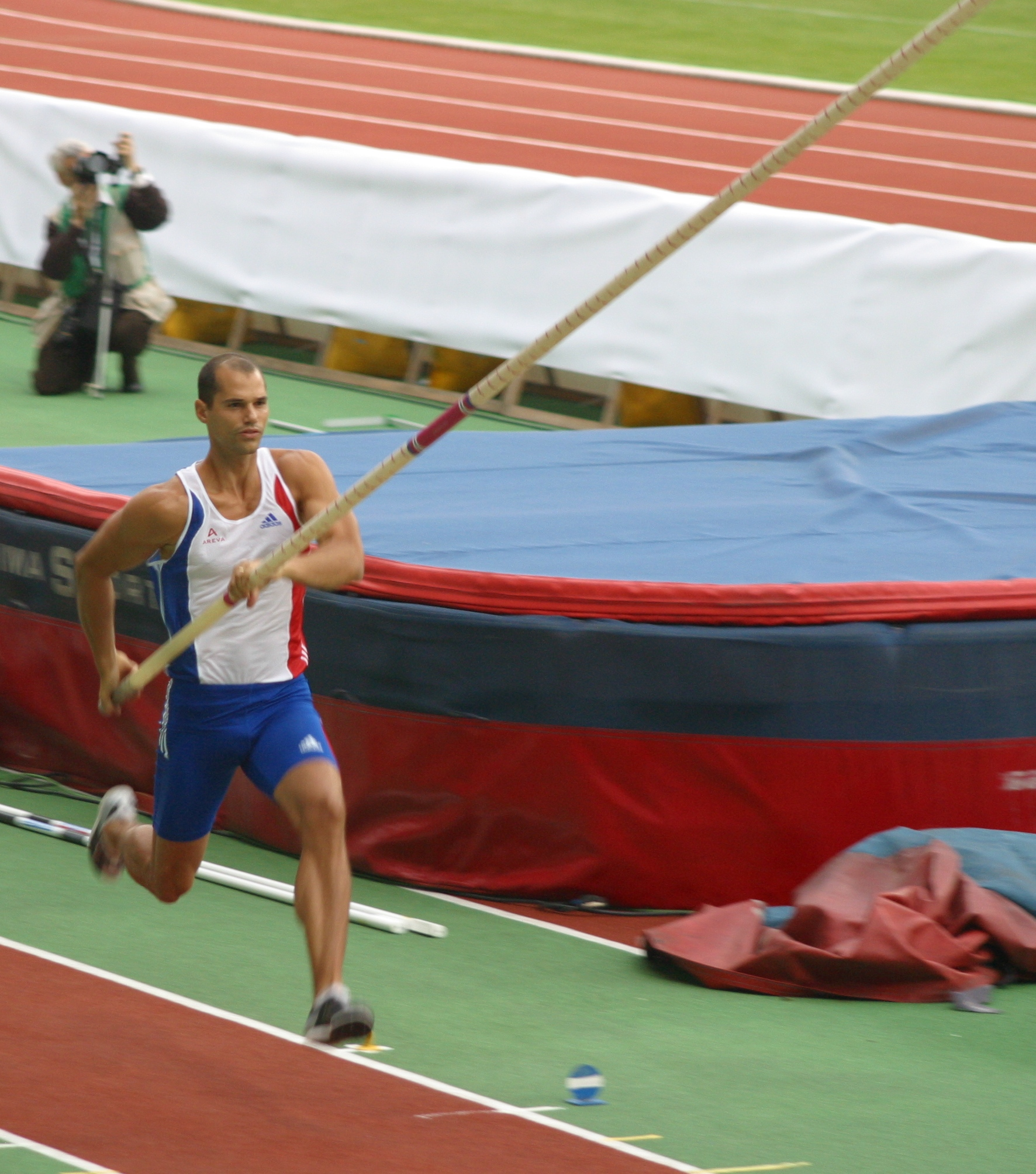
Prise d'élan de Romain (2009).

En 2011, Mesnil ne franchissant pas sa première barre n'est pas mesuré (NM : No Mark).

### National
| Date | Championnats                    | Lieu     | Place | Marque |
| ---- | ------------------------------- | -------- | ----- | ------ |
| 1998 | Championnats de France en salle | Bordeaux | 1er   | 5,80 m |
| 2008 | Championnats de France en salle | Bordeaux | 1er   | 5,70 m |
| 2009 | Championnats de France en salle | Liévin   | 1er   | 5,70 m |
| 2010 | Championnats de France en salle | Paris    | 4e    | 5,50 m |
| 2011 | Championnats de France en salle | Aubiere  | 2e    | 5,80 m |
| 2013 | Championnats de France en salle | Aubiere  | 3e    | 5,62 m |

| Date | Marque                 | Lieu          | Place | Date   |
| ---- | ---------------------- | ------------- | ----- | ------ |
| 1998 | Championnats de France | Dijon         | 2e    | 5,80 m |
| 2000 | Championnats de France | Nice          | 1er   | 5,75 m |
| 2001 | Championnats de France | Saint-Étienne | 1er   | 5,75 m |
| 2002 | Championnats de France | Saint-Étienne | 1er   | 5,75 m |
| 2003 | Championnats de France | Narbonne      | 1er   | 5,60 m |
| 2008 | Championnats de France | Albi          | 1er   | 5,71 m |
| 2009 | Championnats de France | Angers        | 1er   | 5,70 m |
| 2010 | Championnats de France | Valence       | 3e    | 5,70 m |
| 2011 | Championnats de France | Albi          | 1er   | 5,73 m |
| 2012 | Championnats de France | Angers        | 2e    | 5,62 m |

## Divers
- Romain Mesnil est depuis 2007 président du Syndicat des Athlètes Français (SAF)[13].
- En 2007 également, il est médaillé de l'Académie des sports.
- Depuis 2009, il est sponsorisé par OVH[5]. Il assure également sa reconversion en travaillant comme commercial chez Orange Business Services - IT&L@bs.
- Un stade d'athlétisme porte son nom à Bussy-Saint-Georges (Seine-et-Marne). La pose de la première pierre a lieu le 13 mai 2019.